# Kabinett Osswald II
Das Kabinett Osswald II bildete vom 17. Dezember 1970 bis 18. Dezember 1974 die Landesregierung von Hessen. Die Wahl des Ministerpräsidenten erfolgte bereits am 1. Dezember 1970.

## Kabinett
| Amt                                    | Name                                                                    | Partei | Partei | Staatssekretäre                                                              |
| -------------------------------------- | ----------------------------------------------------------------------- | ------ | ------ | ---------------------------------------------------------------------------- |
| Ministerpräsident                      | Albert Osswald                                                          |        | SPD    | Günter Bovermann (Chef der Staatskanzlei)                                    |
| Stellvertreter des Ministerpräsidenten | Rudi Arndt (bis 11. April 1972)                                         |        | SPD    | -                                                                            |
| Stellvertreter des Ministerpräsidenten | Heinz Herbert Karry (ab 11. April 1972)                                 |        | FDP    | -                                                                            |
| Inneres                                | Hanns-Heinz Bielefeld                                                   |        | FDP    | Heinrich Kohl                                                                |
| Finanzen                               | Rudi Arndt (bis 11. April 1972) Heribert Reitz (ab 11. April 1972)      |        | SPD    | Josef Durstewitz (bis 19. Dezember 1972) Jochen Vogler (ab 15. Februar 1973) |
| Justiz                                 | Karl Hemfler                                                            |        | SPD    | Alfred Flick (bis 21. Januar 1971) Horst Werner (ab 1. Februar 1971)         |
| Soziales                               | Horst Schmidt                                                           |        | SPD    | Adolf Philippi                                                               |
| Kultus                                 | Ludwig von Friedeburg                                                   |        | SPD    | Gerhard Moos                                                                 |
| Landwirtschaft und Umwelt              | Werner Best (bis 17. Oktober 1973) Hans Krollmann (ab 17. Oktober 1973) |        | SPD    | Frank Seiboth                                                                |
| Wirtschaft und Technik                 | Heinz Herbert Karry                                                     |        | FDP    | Helmut Schnorr                                                               |